# Dolný Kubín zastávka
Dolný Kubín zastávka – przystanek kolejowy znajdujący się w miejscowości Dolný Kubín w kraju żylińskim na Słowacji.